# Helicodiscus hexodon
Helicodiscus hexodon, common name the "toothy coil snail", là một loài small air-breathing land snail, a terrestrial pulmonate gastropoda Mollusca trong họ Helicodiscidae.

## Phân bố
This species được tìm thấy ở ly in Hoa Kỳ.